# إل إس جيه بوت
إل إس جيه بوت (Lsjbot) هو برنامج آلي ويكيبيدي أو بالأحرى بوت إنترنت يقوم بإنشاء عدد من المقالات في مجموعة من النسخ اللغوية لموسوعة ويكيبيديا.
البوت من تطوير لارس يوهانسون المستخدم النشيط في ويكيبيديا السويدية، ويُركز في المقام الأول على إنشاء مقالات جديدة حول الكائنات الحية؛ في الآونة الأخيرة (تموز/يوليو 2017) تم تطوير البوت لإنشاء مقالات جديدة لكن هذه المرة حول الكيانات الجغرافية مثل الأنهار والسدود والجبال وما إلى ذلك.

## التاريخ

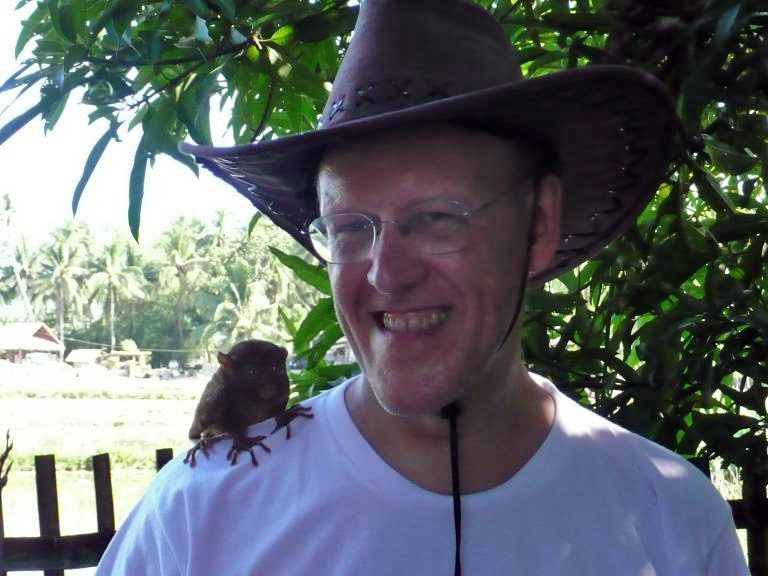
لارس يوهانسون مطور Lsjbot

البوت مسؤول عن 2.7 مليون مقالة حتى يوليو 2014، مما يعني ثلثي مقالات ويكيبيديا السيبوانية (اللغة الأم لزوجة جوهانسون سميلي)؛ حيث يُمكن للبوت كتابة أو إنشاء ما يصل إلى 10.000 مقالة في اليوم الواحد.
في 15 يونيو 2013، وصلت ويكيبيديا السويدية إلى مليون مقالة، مُحتلةً بذلك المركز الثامن ضمن باقي النسخ الويكيبيدية التي يتجاوز عددها المئتان. وكان إل إس جيه بوت قد أنشأ 454,000 مقالة؛ مما يعني نصف المقالات في ويكيبيديا السويدية ككل، كما كان مسؤولا عن مساعدة ويكيبيديا السويدية في الوصول إلى مليوني مقالة محتلة بذلك المرتبة الثالثة في قائمة الويكيبيديات من حيث عدد المقالات.

## في الصحافة
وقد أثار عمل البوت انتقادات واسعة من مجموعة من المحررين في مختلف النسخ اللغوية في ويكيبيديا وذلك بسبب افتقار تلك المقالات التي يُنشئها البوت للمحتوى الهادف واللمسة الإنسانية.
لفت بوت إل إس جيه انتباه العالم في يوليو/تموز 2014 عندما ظهر مبرمجه في صحيفة وول ستريت جورنال، كما ظهر في سيدني مورنينغ هيرالد باعتباره المحرر الذي يستطيع إنشاء عدد هائل من المقالات في يوم واحد وذلك من خلال الاستعانة بأجهزة الكمبيوتر فقط. وفي يوليو 2014، نشرت وكالة أسوشيتد برس إعلانا مفاده أنها تعتزم استخدام البوت في كتابة المقالات المتعلقة بالسير الذاتية.

## وصلات خارجية
- الشفرة المصدرية لـ Lsjbot